# Listă de scriitori nepalezi
Aceasta este o listă de scriitori nepalezi notabili în ordine alfabetică.

## B
- Bhanubhakta Acharya
- Bishweshwar Prasad Koirala

## L
- Laxmi Prasad Devkota

## N
- Neelam Karki Niharika

## S
- Sanu Sharma
- Shashikala Manandhar
- Suman Pokhrel